# 冈萨雷斯 (路易斯安那州)
冈萨雷斯（英語：Gonzales），是美国路易斯安那州下属的一座城市。根据2010年美国人口普查，该市有人口9,781人。建置上，属于“city”。